# Anopheles chiriquiensis
Anopheles chiriquiensis är en tvåvingeart som beskrevs av William H.W. Komp 1936. Anopheles chiriquiensis ingår i släktet Anopheles och familjen stickmyggor.
Artens utbredningsområde är Panama. Inga underarter finns listade i Catalogue of Life.